# Quistello
Quistello (Quistèl in dialetto basso mantovano) è un comune italiano di 5 224 abitanti della provincia di Mantova in Lombardia. Il comune sorge sulle rive del fiume Secchia ed è lambito a sud dal 45º parallelo, la linea equidistante fra il Polo nord e l'Equatore.

## Storia
Quistello, adagiato sulla riva destra del fiume Secchia, deriverebbe il proprio nome dal Custellum, un emissario del Po Vecchio che scorreva a fianco dell'abitato e lo delimitava sul lato settentrionale (probabilmente il torrente Crostolo). Il toponimo Custello compare nel celebre atto di donazione, risalente al 1007, con cui Tedaldo di Canossa dona il territorio, il castello e la chiesa a San Benedetto, segnando la fondazione del celebre monastero polironiano.
Il territorio di Quistello presenta una rilevanza archeologica testimoniata dagli scavi archeologici che hanno portato alla luce insediamenti tardo antichi e romani, in particolare nella frazione di Nuvolato, e dagli studi effettuati nell'area del vecchio castello dove sono stati ritrovati reperti di ceramiche rinascimentali. Inoltre, la presenza di vie fluviali e canali ne fece un punto strategico per il commercio e l’agricoltura.
Attorno al 1336 (probabilmente con lavori protrattisi dal 1288 al 1360) il fiume Secchia fu portato a sfociare nel Po presso Mirasole di San Benedetto Po da Cavezzo, e quindi a passare sul fianco ovest di Quistello. Esiste una certa disputa circa il motivo di tale deviazione: forse per completare la bonifica dell'area di San Benedetto Po o per rendere possibile il drenaggio delle acque nei pressi di Mirandola, evitando inoltre che quest'ultima città fosse frequentemente allagata dalle piene del fiume.
Durante il Medioevo, Quistello passò sotto la giurisdizione dei signori del posto e, più tardi, sotto il controllo della potente famiglia dei Gonzaga di Mantova. La posizione geografica, a ridosso del fiume Secchia, favoriva la produzione agricola e la costruzione di argini e canali per il controllo delle acque, attività fondamentali per la vita della comunità.
Nel corso dei secoli della dominazione dei Gonzaga, il borgo si sviluppò come centro agricolo e come nodo di scambi commerciali. La zona di Quistello restò di proprietà della famiglia Gonzaga fino al 30 giugno 1708, quando la dieta di Ratisbona ne stabilì il passaggio agli austriaci, seguendo le sorti storiche degli altri comuni mantovani.

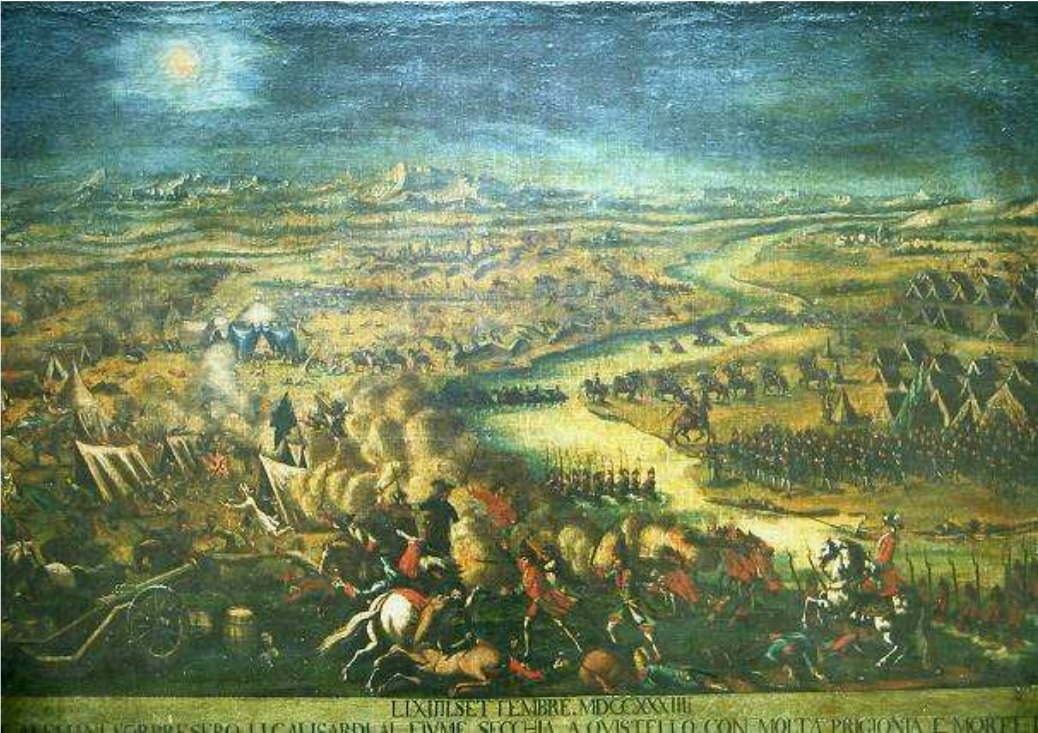
Battaglia di Quistello (14 settembre 1734)

Il 15 settembre 1734 in località Gaidella avviene la battaglia di Quistello, un sanguinoso scontro tra i gallo-sardi e gli austriaci nel contesto delle guerre per la successione del trono di Polonia. Gli austriaci ebbero la meglio in questa battaglia, ma nella successiva battaglia di Guastalla (chiamata anche battaglia di Luzzara) del 19 settembre furono sconfitti e ripiegarono nel Tirolo. Le vicende belliche della guerra di successione polacca si conclusero poi con il Trattato di Vienna del 18 novembre 1738.
L'imperatore Giuseppe II nell'anno 1781 chiuse il monastero di Santa Maria delle Grazie.
Nel 1876 fu eretto l'ospedale Bastasini di Quistello quale ente morale.
Nel 1906, sopra una parte delle macerie del castello di Quistello, venne costruito il Mulino Panina che nel 1999 venne venduto dalla famiglia e poi abbattuto per costruire un condominio.
La Pinacoteca civica custodisce opere dalla fine dell'Ottocento alla seconda metà del Novecento di artisti mantovani.

### Il terremoto del 2012
Quistello ha subìto notevoli danni dai terremoti dell'Emilia del 2012, sia nel sisma del 20 maggio che in quello del 29 maggio 2012. Per quanto riguarda il patrimonio pubblico sono stati resi inagibili la maggioranza degli edifici pubblici come la chiesa parrocchiale e le altre chiese di frazione, il municipio, il centro culturale, il palazzetto dello Sport, la casa del Balilla, il museo nella frazione di Nuvolato nonché le scuole dell'infanzia, primaria e secondaria.
Importanti interventi di messa in sicurezza sono stati effettuati in particolare sulla chiesa parrocchiale che ha registrato importanti crolli interni, sul municipio e sui portici del centro storico per un ammontare di 635 000 euro. Per quanto riguarda le opere di ricostruzione il municipio è stato collocato in altro edificio, l'amministrazione comunale ha provveduto all'adeguamento alla normativa antisismica dell'asilo nido e inoltre, attraverso importanti opere di ripristino per un totale di 425 000 euro, sono state messe in sicurezza e riaperte tutte le strutture scolastiche (scuola dell'infanzia, primaria e secondaria). Importanti danni anche sul fronte dell'edilizia privata sia ad imprese che ad abitazioni. Circa 400 le abitazioni dichiarate inagibili per un totale di circa 500 sfollati. Nelle prime settimane dopo il sisma è stata allestita una tensostruttura per ospitare gli sfollati mentre le famiglie beneficiarie del contributo di autonoma sistemazione sono risultate 180. I danni al comparto industriale ammontano a circa 24 milioni di euro..

### Simboli
Lo stemma e il gonfalone sono stati concessi con DPR del 22 dicembre 1954.
Il gonfalone è un drappo partito di bianco e di rosso.

## Monumenti e luoghi d'interesse

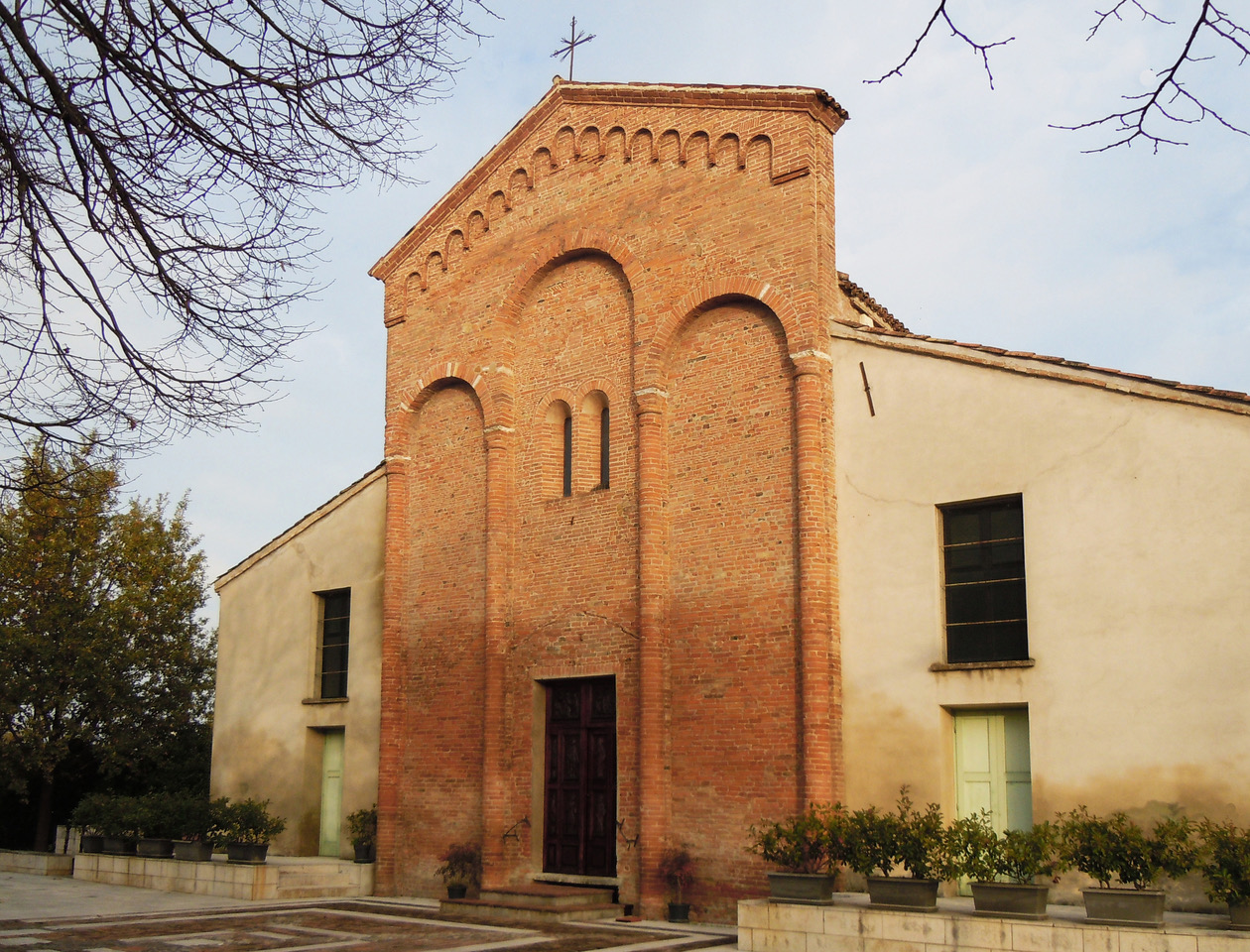
Nuvolato, Chiesa di San Fiorentino

- La chiesa intitolata a san Bartolomeo fu ricostruita su disegno del ticinese Giovan Maria Borsotto con le pietre del castello di Quistello demolito nel 1732: all'interno è custodita una Via Crucis dell'artista mantovano contemporaneo Lanfranco Frigeri e una tavola con figure in rilievo della Madonna delle Grazie.
- Nella frazione di Nuvolato, la chiesa romanico-matildica di San Fiorentino Martire dell'XI secolo conserva all'interno resti pittorici di affreschi del XV secolo e XVI secolo; nella località, definita d'autore, vi è la sede del "Museo diffuso Giuseppe Gorni", scultore e artista del Novecento che realizzò numerose opere scultoree, architettoniche e grafiche.
- A San Rocco è posto il Monumento alla prima lega contadina d'Italia, bronzo di Giuseppe Gorni, a ricordo del movimento operaio nato alla fine del XIX secolo sulla scia della rivoluzione chiamata della Boje[16].

### Aree naturali
Il territorio di Quistello offre un interessante percorso ambientale e naturalistico nel Parco delle Golene Foce Secchia, che dal fiume Secchia arriva sino al Po, e un eccellente patrimonio enogastronomico di prodotti tipici certificati come il Lambrusco DOC, la Pera IGP e il Parmigiano Reggiano.

## Società

### Evoluzione demografica
Abitanti censiti

## Cultura

### Istruzione

#### Musei
- Pinacoteca comunale di Quistello
- Museo diffuso Giuseppe Gorni

### Cucina
Quistello è un comune conosciuto anche per la sua produzione di lambrusco, come da tradizione mantovana.
Per quanto riguarda il mangiare vero e proprio invece, nella cucina mantovana spiccano i Tortelli di Zucca. La loro composizione unisce la zucca con del grana e dell’amaretto. La pasta racchiude un ripieno solitamente condito con burro fuso e salvia. Questo piatto è molto comune in feste invernali e autunnali.
Un altro piatto comune invece è il Luccio. Si tratta di un pesce d’acqua dolce che viene pescato nei fiumi e nei canali della Pianura Padana e, un tempo, era una delle poche fonti di proteine per gli abitanti locali.
La sua carne, però, è piena di spine e ha un gusto deciso: per questo lo si cucina di solito bollito e coperto da una salsa verde.

## Infrastrutture e trasporti
Il territorio comunale è attraversato dalla ferrovia Suzzara-Ferrara ed è servito da due stazioni: la stazione di Quistello e la fermata di San Rocco Mantovano.

## Amministrazione
| Periodo | Periodo   | Primo cittadino     | Partito      | Carica  | Note |
| ------- | --------- | ------------------- | ------------ | ------- | ---- |
| 2001    | 2011      | Alessandro Pastacci | lista civica | sindaco |      |
| 2011    | 2021      | Luca Malavasi       | lista civica | sindaco |      |
| 2021    | in carica | Gloriana Dall'Oglio | lista civica | sindaco |      |